# Гла
„Гла“ (по-рядко е срещано наименование „Глас“, от гръцки – „Γλα“,„Γλας“) е една от най-важните укрепени твърдини за Микенската цивилизация на територията на Беотия (разположена във вътрешността на днешна Гърция). Независимо от впечатляващите си размери, многократно надвишаващи площта и територията на Атина и Тиринт, Гла не се споменава в „Илиада“.

## Местоположение
Циклопските крепостни стени на Гла са били разположени на естествено възвишение от оголена варовикова скала по средата на езерото Копайда (на древногръцки – Κωπαΐς; на съвременен гръцки – Κωπαΐδα), което днес е пресушено, като са оформяли малък остров във водите на древния водоем. Размерите на укреплението са 900 x 575 m. Древното име на Гла е неизвестно, не е известно дали това не е едно от местата в Беотия, което Омир е нарекъл Арне (както предполагат някои учени). Научното наименование Гла идва от албанската дума за „крепост“, докато местното население нарича твърдината „Палеокастро“, което в превод означава „древна крепост“.

## Размери
Крепостната стена огражда почти 20 хектара площ, около 10 пъти повече от площта на цитаделите на Атина и Тиринт.

## Градеж
Стените на крепостта са изградени от дялани варовикови блокове, като всъщност градежът е на мегалитен принцип – без хоросанова спойка – т.нар. „циклопски градеж“. Стените са дълги 2,8 km, височината им достига до 3 до 5 m, а широчината – 6,75 m. Изградени са четири порти, което е необикновено голям брой за микенски градеж – по един от север, запад, юг и югоизток. Сложно изработени рампи са водели към портите. Стената е датирана към първата половина на III век пр. Хр. (около 1300 г. пр. Хр.).
Голяма част от оградената територия между стените на Гла е била незастроена, което кара археолозите, проучвали цитаделата, да предположат, че мястото е служело за убежище на населението, живеещо в района на езерото Копайда в случай на нападение. Също така има предположение, че ограденото пространство е служело като склад за жито, който е бил използван от Микенската цивилизация. Тази хипотеза се поддържа и от факта, че езерото Копайда (най-голямото в Южна Гърция) е било пресушено посредством сложна система от изкуствени канали, за да бъде създадена плодородна равнина – едно от най-забележителните древни инженерни постижения. Системата от канали е разрушена с времето поради липса на поддръжка или заради упадъка на Микенската цивилизация. През Античността езерото съществува отново и чак през XIX век пак е пресушено.
Най-впечатляващата постройка зад стените на цитаделата е голяма L-образна сграда, често се описвана в научните публикации като „Двореца“. Тя се намира в северната част на цитаделата, която е изградена върху изкуствено изградена тераса. Сградата има три крила, като всяко едно от тях има много малки помещения, които са изградени в групи по шест и всяко едно е достъпно от коридор, изграден по между им. В двата края на L-образната сграда са изградени помещения, наподобяващи комплексите мегарони, известни от дворцовите сгради на Тиринт, Микена, Димини и Пилос. Въпреки тази прилика, липсата на някои типични помещения за други микенски дворцови постройки, като липсата на помещения за „тронна зала“, „овална зала“ и „баня“, хвърля съмнения относно определянето на структурата като „дворец“.
„Агората“ – един градеж, характерен за Микенските архитектурни комплекси, е открит от археолозите в южна посока, разделен от т.нар. „дворец“ със стена. Двата комплекси са паралелни един на друг (с ориентация север-юг) и имат подобни архитектурни планове. Във всяка от сградите дълъг коридор свързва помещенията от южната със северната част на комплекса. Всички помещения са разделени на по-малки такива. Липсва научен консенсус относно предназначението им – предположенията са, че помещенията са ползвани за работилници, складове и/или дистанционни центрове или просто са били бараки. Хипотезата, че са служели за складови помещения, се подкрепя от факта, че на място е открито голямо количество овъглено пшеничено зърно, горяло вероятно при опожаряване на мястото.
Интересна подробност при откритите находки от вътрешността на цитаделата са няколко керемиди, което свидетелства, че покривите по времето на Микенската цивилизация са били подобни на тези, познати от Античната епоха.
Има и косвени доказателства, че на мястото има човешко присъствие още през Неолита и времето на Византийската империя. Не са открити обаче находки от Класическата и Римската епоха.